# Список ботаников-систематиков/C

Список начинающихся на букву C обозначений имён ботаников, которые используются при цитировании научных (латинских) биноминальных названий растений.
Международный кодекс ботанической номенклатуры (МКБН) рекомендует в публикациях на ботанические темы, особенно если они касаются таксономии и номенклатуры, указывать авторов названий таксонов. Указание авторов названий таксонов следует выполнять в соответствии с правилами и советами, приведёнными в МКБН. В частности, в МКБН дана рекомендация использовать при цитировании авторов таксонов опубликованную в 1992 году книгу Браммита и Пауэлл Authors of plant names с уточнениями и дополнениями, соответствующими сведениям из баз данных International Plant Names Index и Index Fungorum.
Список обозначений содержит:
- стандартную форму обозначения,
- имя на русском языке (если известно),
- имя на родном языке персоны (или на английском),
- год рождения или годы жизни; в некоторых случаях дан год первой публикации (пометка fl.), в которой использовано данное обозначение.

## Разделы списка —Ca,Ch,Ci,Co,Cr
- C.A.Armstr. — C.A. Armstrong, fl. 1934
- C.A.Gardner — Гарднер, Чарльз Остин (англ. Charles Austin Gardner, 1896—1970)
- C.A.Mey. — Мейер, Карл Антонович (нем. Carl Anton von Meyer, 1795—1855)
- C.Abel — Абель, Кларк (англ. Clarke Abel, 1789—1826)
- C.Agardh — Агард, Карл Адольф (швед. Carl Adolph Agardh, 1785—1859)[1]
- C.B.Clarke — Кларк, Чарльз Бэрон (англ. Charles Baron Clarke, 1832—1906)[2]
- C.Bab. — Бабингтон, Черчилль, 1821—1889
- C.Bauhin — Баугин, Каспар (фр. Gaspard Bauhin, 1560—1624)[3]
- C.Bayer — Clemens Bayer, 1961—
- C.Bicknell — Clarence Bicknell, 1842—1918[4]
- C.C.Chang — Chao Chien Chang, 1900—
- C.C.Cowan — Clark C. Cowan, fl.1993
- C.C.Gmel. — Гмелин, Карл Кристиан (нем. Karl Christian Gmelin, 1762—1837)
- C.Chr. — Кристенсен, Карл Фредерик Альберт (дат. Carl Frederik Albert Christensen, 1872—1942)
- C.D.Adams — Адамс, Чарльз Деннис (англ. Charles Dennis Adams, 1920—2005)
- C.D.Bouché — Боухэ, Карл Давид (нем. Carl David Bouché, 1809—1881)
- C.DC. — Декандоль, Анн Казимир Пирам (англ. Anne Casimir Pyrame de Candolle, 1836—1918)
- C.D.Darl. — Дарлингтон, Сирил Дин (англ. Cyril Dean Darlington, 1903—1981)
- C.Díaz — Consuelo Díaz de la Guardia Guerrero, 1952—[5]
- C.E.Blanco — Cenobio E. Blanco
- C.E.C.Fisch. — Cecil Ernest Claude Fischer, 1874—1950
- C.E.Cramer — Крамер, Карл Эдуард (нем. Carl Eduard Cramer, 1831—1901)
- C.E.Hubb. — Хаббард, Чарльз Эдвард (англ. Charles Edward Hubbard, 1900—1980)
- C.E.Lundstr. — Carl Erik Lundström, 1882—
- C.Ehrenb. — Эренберг, Карл Август (нем. Carl August Ehrenberg, 1801—1849)
- C.F.Gaertn. — Гертнер, Карл Фридрих фон (нем. Karl Friedrich von Gärtner, 1772—1850)[6]
- C.F.Liang — Chou Fen(g) Liang, 1921—
- C.F.Ludw. — Людвиг, Кристиан Фридрих (нем. Christian Friedrich Ludwig, 1757—1823)
- C.F.Reed — Clyde Franklin Reed, 1918—1999
- C.F.Schmidt — Шмидт, Карл Фридрих (en:Carl Friedrich Schmidt (artist), 1811—1899)
- C.F.Wolff — Вольф, Каспар Фридрих (нем. Caspar Friedrich Wolff, 1735—1794)
- C.Fraser — en:Charles Fraser (botanist), 1788—1831
- C.G.Chen — Chun Gen Chen, fl. 1981
- C.H.Chow — Chung Hwang Chow, fl. 1935
- C.H.Perss. — Claes Håkan Persson, 1960—
- C.H.Wright — Райт, Чарльз Генри (англ. Charles Henry Wright, 1864—1941)
- C.J.Chen — Chia Jui (Jia Rui) Chen, 1935—
- C.J.Saldanha — Cecil John Saldanha, 1926—2002
- C.Jeffrey — Charles Jeffrey, 1934—
- C.Juss. — Жюссьё, Кристоф де (фр. Christophe de Jussieu, 1685—1758)
- C.K.Schneid. — Шнайдер, Камилло Карл (нем. Camillo Karl Schneider, 1876—1951)
- C.Koch — Кох, Карл Генрих Эмиль (нем. Karl (Carl) Heinrich Emil (Ludwig) Koch, 1809—1879)[7]
- C.L.Boynton — Charles Lawrence Boynton, 1864—
- C.L.Hitchc. — Хичкок, Чарльз Лео (англ. Charles Leo Hitchcock, 1902—1986)
- C.Lawson — Лоусон, Чарлз (англ. Charles Lawson, 1794—1873)
- C.Marquand — Cecil Victor Boley Marquand, 1897—1943
- C.Mohr — Charles Theodore (Karl Theodor) Mohr, 1824—1901
- C.Moore — Мур, Чарльз (ботаник) (англ. Charles Moore, 1820—1905)
- C.Morren — Морран, Шарль Франсуа Антуан (фр. Charles François Antoine Morren, 1807—1858)
- C.Müll. — Мюллер, Карл (естествоиспытатель) (нем. Karl Johann August Müller, Müller Hallensis, 1818—1899)[8]
- C.N.Page — Пейдж, Кристофер Найджел (англ. Christopher Nigel Page, 1942—)
- C.P.Cowan — C. P. Cowan, fl. 1986
- C.Presl — Пресл, Карел Борживой (чеш. Karel Bořivoj Presl, 1794—1852)
- C.R.Ball — Carleton Roy Ball[англ.], 1873—1958
- C.Rivière — Ривьер, Шарль Мари (Charles Marie Rivière, 1845—)
- C.S.Kumar — Кумар, Сатиш (ботаник) (англ. Sathish Kumar, 1957—)
- C.Schweinf. — Швейнфурт, Чарльз (англ. Charles Schweinfurth, 1890—1970)
- C.Shih — Chu Shih (Zhu Shi), 1934—
- C.Siebold — Зибольд, Карл фон (нем. Carl-Theodor-Ernst von Siebold, 1804—1885)
- C.Sm. — Смит, Кристен (норв. Christen Smith, 1785—1816)
- C.T.White — Уайт, Сирил Тенисон (англ. Cyril Tenison White, 1890—1950)
- C.Thiébaut — Тьебо, Шарль (Charles Thiébaut, 1837—1884)
- C.Tul. — Тюлан, Шарль (фр. Charles Tulasne, 1816—1884)
- C.V.Morton — Мортон, Конрад Вернон (англ. Conrad Vernon Morton, 1905—1972)[9]
- C.Vicioso — Висиосо Мартинес, Карлос (исп. Carlos Vicioso Martínez, 1886—1968)
- C.W.Chang — Chen Wan Chang (Zhen Wan Zhang), 1924—
- C.W.Dufft — Carl Waldemar Dufft, 1825—1900
- C.Winkl. — Винклер, Константин Юльевич (нем. Constantin Georg Alexander Winkler, 1848—1900)
- C.Wright — Райт, Чарльз (ботаник) (англ. Charles Wright, 1811—1885)
- C.X.Li — Cheng Xiang Li
- C.Y.Wu — У Чжэнъи (кит. 吴征镒, Wu Zhengyi, 1916—2013)
- C.Y.Yang — Chun Yu Yang, 1948—
- C.Yen — Chi Yen, fl. 1983

### Ca
- Cabrera — Кабрера, Анхель Лулио (исп. Ángel Lulio Cabrera, 1908—1999)
- Calderón — Кальдерон, Грасьела (исп. Graciela Calderón, 1931—)
- Caldesi — Кальдези, Лодовико (итал. Lodovico Caldesi, 1821—1884)
- Calest. — Калестани, Витторио (es:Vittorio Calestani, 1882—1949)
- Caley — Кейли, Джордж (ботаник) (Кейли, Джордж (ботаник), 1770—1829)
- Camarrone — Камарроне, Витторио (итал. Vittorio Camarrone, род. 1923)
- Cambess. — Камбессед, Жак (фр. Jacques Cambessèdes, 1799—1863)
- Campacci — Кампаччи, Маркос Антонио (порт. Marcos Antonio Campacci, 1948—)
- Campb. — Кэмпбелл, Дуглас (англ. Douglas Houghton Campbell, 1859—1953)
- Cantor — Кантор, Теодор Эдвард (дат. Theodore Edward Cantor, 1809—1854)
- Capuron — Капюрон, Рене (фр. René Paul Raymond Capuron, 1921—1971)
- Cardot — Кардо, Жюль (фр. Jules Cardot, 1860—1934)
- Carrière — Каррьер, Эли-Абель (фр. Élie-Abel Carrière, 1818—1896)[10]
- Caruel — Карюэль, Теодор (фр. Théodore Caruel, 1830—1898)
- Carver — Карвер, Джордж Вашингтон (англ. George Washington Carver, 1864—1943)
- Casp. — Каспари, Роберт (нем. Johann Xaver Robert Caspary, 1818—1887)
- Cass. — Кассини, Александр Анри Габриель де (фр. Alexandre Henri Gabriel de Cassini, 1781—1832)
- Castaño — Кастаньо Рамирес, Гильермо (Guillermo Castaño Ramírez, fl. 1984)
- Cav. — Каванильес, Антонио Хосе (исп. Antonio José Cavanilles, 1745—1804)
- Cavara — Кавара, Фридьяно (итал. Fridiano Cavara, 1857—1929)
- Cavestro — William Cavestro, fl. 1999
- Celak. — Челаковский, Ладислав Йозеф (чеш. Ladislav Josef Čelakovský, 1834—1902)[11]
- Celsius — Цельсий, Улоф (швед. Olof Celsius, 1670—1756)
- Cerv. — Сервантес, Висенте (исп. Vicente Cervantes, 1755—1829)
- Ces. — Чезати, Винченцо де (итал. Vincenzo de Cesati, 1806—1883)
- Cesalpino — Чезальпино, Андреа (итал. Andrea Cesalpino, 1519—1603)[3]

### Ch
- Chabert — Alfred Charles Chabert, 1836—1916
- Chadef. — Шадфо, Мариус (фр. Marius Chadefaud, 1900—1984)
- Chaix — Ше, Доминик (фр. Dominique Chaix, 1730—1799)
- Chalk — Чок, Лоренс (Laurence Chalk, 1895—1979)
- Cham. — Шамиссо, Адельберт фон (нем. Ludolf Karl Adelbert von Chamisso, фр. Louis Charles Adelbert de Chamisso de Boncourt, 1781—1838)
- Chapm. — Чапмен, Алван Уэнтуорт (англ. Alvan Wentworth Chapman, 1809—1899)
- Chase — Чейс, Мэри (англ. Mary Agnes Chase, 1869—1963)
- Chatin — Шатен, Гаспар Адольф (фр. Gaspard Adolphe Chatin, 1813—1901)
- Chatterjee — Чаттерджи, Дебабарта (Debabarta Chatterjee, 1911—1960)
- Chaub. — Шобар, Луи Атаназ (фр. Louis Athanase Chaubard, 1785—1854)
- Chaytor — D.A. Chaytor, fl. 1937
- Cheel — Чил, Эдвин (англ. Edwin Cheel, 1872—1951)
- Cheeseman — Чизмен, Томас Фредерик (англ. Thomas Frederic Cheeseman, 1846—1923)
- Cheesman — Ernest Entwistle Cheesman, 1898—
- Chennav. — M.S. Chennaveeraiah, 1924—
- Chevall. — Шевалье, Франсуа Фюльжи (фр. François Fulgis Chevallier, 1796—1840)
- Ching — Цинь Жэньчан (кит. 秦仁昌, пиньинь Qín Rénchāng, 1899—1986)
- Chiov. — Кьовенда, Эмилио (итал. Emilio Chiovenda, 1871—1941)
- Chiron — Guy R. Chiron, fl. 1998
- Chitr. — Хитрово, Владимир Николаевич (1879—1949)
- Chithra — V. Chithra, 1947—
- Choisy — Шуази, Жак Дени (фр. Jacques Denis Choisy, 1799—1859)
- Cholodnyj — Холодный, Николай Григорьевич (1882—1953)
- Christ — Крист, Герман (нем. Konrad Hermann Heinrich Christ, 1833—1933)
- Christenson — Кристенсон, Эрик (англ. Eric A. Christenson, 1956—)
- Christm. — Кристманн, Готтлиб Фридрих (нем. Gottlieb Friedrich Christmann, 1752—1836)
- Christoph. — Кристоферсен, Эрлинг (норв. Erling Christophersen, 1898—1994)
- Chrtek — Хртек, Йиндржих (чеш. Jindřich Chrtek, 1930—2008)
- Chun — Чун, Вун Янг (англ. Woon Young Chun, 1890—1971)[12]

### Ci
- Cienk. — Ценковский, Лев Семёнович (1822—1887)
- Cinovskis — Циновскис, Раймонд Екабович (Raǐmond Ekabovich Cinovskis, 1930—)
- Cirillo — Чирилло, Доменико (итал. Domenico Maria Leone Cirillo, 1739—1799)[13]
- Clarion — Кларион, Жак (fr:Jacques Clarion, 1779—1844)
- Clarke — Кларк, Бенджамин (ботаник) (англ. Benjamin Clarke, 1813—1890)[14]
- Claus — Клаус, Карл Карлович (1796—1864)
- Claverie — Pascal Claverie
- Clayton — William Derek Clayton[исп.], 1926—
- Cleland — Клиленд, Джон Бертон (англ. John Burton Cleland, 1878—1971)
- Clem. — Клементс, Фредерик (англ. Frederic Edward Clements, 1874—1945)
- Clémençon — Клеменсон, Хайнц (нем. Heinz Clémençon, 1935—)
- Clerc — Клер, Онисим Егорович (фр. Onesim Claire, 1845—1920)
- Clifford — Harold Trevor Clifford[англ.], 1927—2019
- Clokey — Клоки, Айра Уодделл (англ. Ira Waddell Clokey, 1878—1950)
- Clus. — Клузиус, Карл (нидерл. Carolus Clusius, 1526—1609))[3]

### Co
- Cockayne — Кокейн, Леонард (англ. Leonard Cockayne, 1855—1934)
- Cockerell — Коккерелл, Теодор (англ. Theodore Dru Alison Cockerell, 1866—1948)
- Coem. — Кэман, Анри Эжен Люсьен Гаэтан (фр. Henri Eugène Lucien Gaëtan Coemans, 1825—1871)
- Cogn. — Коньо, Селестен Альфред (фр. Célestin Alfred Cogniaux, 1841—1916)
- Cohn — Кон, Фердинанд Юлиус (нем. Ferdinand Julius Cohn, 1828—1898)
- Coker — Кокер, Уильям Чемберс (англ. William Chambers Coker, 1872—1953)
- Colden — Колден, Джейн (англ. Jane Colden)
- Colebr. — Колбрук, Генри Томас (англ. Henry Thomas Colebrooke, 1765—1837)
- Colenso — Коленсо, Уильям (англ. William Colenso, 1811—1899)
- Coll — J. Coll
- Colla — Колла, Луиджи Алоизий (итал. Luigi Aloysius Colla, 1766—1848)
- Collett — Коллетт, Генри (англ. Henry Collett, 1836—1901)[15]
- Collinson — Коллинсон, Питер (англ. Peter Collinson, 1694—1768)
- Coltm.-Rog. — Charles Coltman-Rogers, 1854—1929
- Comes — Комес, Орацио (итал. Orazio Comes, 1848—1917)
- Comm. — Коммерсон, Филибер (фр. Philibert Commerson, 1727—1773)
- Compton — Комптон, Роберт Гарольд (англ. Robert Harold Compton, 1886—1979)
- Conran — John Godfrey Conran, 1960—
- Conrath — Paul Conrath, 1861—1931
- Constance — Констанс, Линкольн (англ. Lincoln Constance, 1909—2001)
- Cooke — Кук, Мордехай (англ. Mordecai Cubitt Cooke, 1825—1914)
- Copel. — Коупленд, Эдвин Бингхэм (англ. Edwin Bingham Copeland, 1873—1964)
- Coquerel — Кокерель, Шарль (фр. Jean Charles Coquerel, 1822—1867)
- Corda — Корда, Август Карл Джозеф (нем. August Karl Joseph Corda, 1809—1849)
- Cordem. — Кордемуа, Эжен Жакоб де (фр. Eugène Jacob de Cordemoy, 1835—1911)
- Corley — Hugh Vanner Corley, 1914—
- Corner — Корнер, Эдред Джон Генри (англ. Edred John Henry Corner, 1906—1996)
- Cornu — Корню, Максим (фр. Marie Maxime Cornu, 1843—1901)
- Corrêa — Коррея да Серра, Жозе Франсишку (порт. José Francisco Correia da Serra, 1750—1823)
- Correns — Корренс, Карл (нем. Carl Correns, 1864—1933)
- Cortesi — Кортези, Фабрицио (en:Fabrizio Cortesi, 1879—1949)
- Coss. — Коссон, Эрнест Сен-Шарль (фр. Ernest Saint-Charles Cosson, 1819—1889)
- Costantin — Костантен, Жюльен Ноэль (фр. Julien Noël Costantin, 1857—1936)
- Cotta — Котта, Карл Бернард фон (нем. Carl Bernhard von Cotta, 1808—1879)
- Coult. — Культер, Томас (англ. Thomas Coulter, 1793—1843)
- Courtois — Куртуа, Ришар (фр. Richard Joseph Courtois, 1806—1835)[16]
- Covas — Ковас, Гильермо (исп. Guillermo Covas, 1915—1995)
- Coville — Ковилл, Фредерик Вернон (англ. Frederick Vernon Coville, 1867—1937)[17]
- Cowan — John Macqueen Cowan, 1891—1960
- Cox — Кокс, Юан Хиллхаус Метвен (англ. Euan Hillhouse Methven Cox, 1893—1977)

### Cr
- Craib — Крэйб, Уильям Грант (англ. William Grant Craib, 1882—1933)
- Cranfill — Raimond Cranfill, fl. 1981
- Crantz — Кранц, Генрих Иоганн Непомук фон (нем. Heinrich Johann Nepomuk von Crantz, 1722—1799)
- Crép. — Крепэн, Франсуа (фр. François Crépin, 1830—1903)
- Cretz. — Paul Cretzoiu, 1909—1946
- Crisci — es:Jorge Víctor Crisci, 1945—
- Crisp — Крисп, Майкл Дуглас (англ. Michael Douglas Crisp, 1950—)
- Critchf. — Критчфилд, Уильям Берк (англ. William Burke Critchfield, 1923—1989)
- Croat — Кроатт, Томас (англ. Thomas Bernard Croat, 1938—)
- Croizat — Круаза, Леон (исп. Léon Camille Marius Croizat, 1894—1982)
- Cronquist — Кронквист, Артур (англ. Arthur John Cronquist, 1919—1992)[18]
- Crueg. — Крюгер, Герман (en:Hermann Crüger, 1818—1864)
- Csató — Чато, Янош (hu:Csató János, 1833—1913)
- Cuatrec. — Куатреказас, Жозеп (кат. Josep Cuatrecasas Arumí, 1903—1993)
- Cubitt — Кабитт, Джордж Итон Стэннард (англ. George Eaton Stannard Cubitt, 1875—1966)
- Cuello — Nidia Cuello, fl. 1991
- Cufod. — de:Georg Cufodontis, 1896-1974
- Curtis — Кёртис, Уильям (англ. William Curtis, 1746—1799)[19]
- Custer — fr:Jakob Laurenz Custer, 1755—1828[20]
- Cutak — es:Ladislaus Cutak, 1908—1973
- Czern. — Черняев, Василий Матвеевич (1796—1871)
- Czerniak. — Черняковская, Екатерина Георгиевна (1892—1942)
- Czukav. — Чукавина, Анна Прокофьевна (1929—1985)

### Комментарии
1. ↑  Устаревшее сокращение автора: Agardh
2. ↑  В советское время применяли сокращение Clarke, которое теперь указывает на учёного Benjamin Clarke, 1813—1890
3. 1 2 3  Долиннеевский ботаник. Названия, опубликованные им до 1 мая 1753 года, не считаются действительно опубликованными с точки зрения Международного кодекса ботанической номенклатуры, в связи с чем в современной научной литературе это обозначение практически не встречается.
4. ↑  Ранее использовалось сокращение: Bickn.
5. ↑  Вариант записи сокращения: C.Diaz
6. ↑  Вариант записи сокращения: Gaertn.f.
7. ↑  Чаще используется обозначение K.Koch
8. ↑  Чаще используется сокращение Müll.Hal., сокращение C.Müll. может указывать на альголога Карлу Мюллер (Carla Müller).
9. ↑  В советское время применяли сокращение Morton, которое теперь указывает на учёного Julius Sterling Morton, 1832—1902
10. ↑  Ранее использовалось сокращения: Carr. или Carriere
11. ↑  Другой вариант написания: Čelak.
12. ↑  Другое обозначение: W.Y.Chun
13. ↑  Ранее использовалось сокращение: Cyr.
14. ↑  Ранее, сокращение Clarke использовалось для обозначения другого учёного — Чарльза Кларка (1832—1906)
15. ↑  Ранее использовалось сокращение: Coll.
16. ↑  Устаревшее обозначение автора: Court.
17. ↑  Устаревшее обозначение автора: Cov.
18. ↑  Устаревшее обозначение автора: Cronq.
19. ↑  Устаревшее обозначение автора: Curt.
20. ↑  Ранее использовалось сокращение: Cust.